# Списък на находищата на природен газ в България
Находища на природен газ в континенталния шелф на Черно море:
- Находище на природен газ Галата
- Находище на природен газ Изгрев
- Находище на природен газ Калиакра Изток
- Находище на природен газ Калиакра
- Находище на природен газ Камчия
- Находище на природен газ Обзор
- Находище на природен газ Ропотамо
- Находище на природен газ Чайка

Други находища на природен газ:
- Находище на природен газ Девинци